# Megalesia
Le Megalesia o Megalensia (conosciuti anche come Ludi Megalesi) erano una festività romana celebrata a Roma antica nel mese di aprile in onore della Grande Madre Cibele.

## Origini
La pietra nera di Cibele fu portata a Roma da Pessinunte (204 a.C.), e il giorno del suo arrivo una grande processione ebbe luogo dal punto dell'approdo della nave fino al Campidoglio. La celebrazione abituale dei Megalesia, tuttavia, non cominciò fino a dodici anni più tardi (191 a.C.), quando il tempio della Magna Mater, fatto costruire nel 203 a.C., fu completato e dedicato dal pretore Marco Giunio Bruto, anche se da un altro passo di Livio sembra che i Megalesia fossero già celebrati nel 193 a.C.

## Festività
La festa aveva una durata di sei giorni, con inizio il 4 aprile. I giochi che si svolgevano durante i Megalesia erano puramente scenici, e non circensi. Essi si tennero in un primo momento sul Palatino di fronte al tempio della dea, ma poi anche nei teatri.
Il giorno dedicato ai ludi scenici era il terzo della festività. Agli schiavi non era permesso di essere presenti ai giochi, e i magistrati indossavano una toga praetexta viola. I giochi erano sotto la sovrintendenza degli edili curuli plebei, posti ad organizzarli da Cesare a partire dal 45 a.C.
E si sa che quattro delle opere esistenti di Terenzio furono rappresentate alle Megalesia.